# Erica Sullivan
Pour les articles homonymes, voir Sullivan.
Erica Sullivan, née le 9 juin 2000 à Las Vegas, est une nageuse américaine spécialiste de la nage libre. Elle est médaillée d'argent du 1 500 m nage libre lors des Jeux olympiques d'été de 2020.

## Jeunesse
Elle est d'origine japonaise par sa mère et parle couramment le japonais. Son grand-père maternel fut un des architectes des infrastructures conçues pour les Jeux olympiques d'été de 1964.
En 2021, elle entre à l'Université du Texas.

## Carrière
Aux Jeux olympiques d'été de 2020, elle remporte la médaille d'argent du 1 500 m nage libre à quatre secondes seulement de sa compatriote Katie Ledecky.

## Vie privée
Elle fait son coming out lesbien en 2017.